# Kyrénská škola
Kyrénská škola, kyrénaikové, byl výrazně hédonistický filosofický směr založený ve 4. století před naším letopočtem, pravděpodobně Aristippem z Kyrény (asi 435–356), ačkoliv mnohé ideály této filosofické školy byly nejspíše zformovány až jeho vnukem téhož jména, Aristippem Mladším (asi 380–300). Kyrénaikové patřili mezi nejranější sókratovské školy; učili, že jediným pravým dobrem je rozkoš, což však neznamená pouze absenci bolesti, ale vyloženě příjemný prožitek. Rozkoš je tělesným stavem a rozkoše tělesné jsou mnohem lepší než rozkoše duševní nebo vzpomínkové. Kyrénaikové odmítali náboženskou víru zatěžující duši tísnivými představami, doporučovali zříci se honby za bohatstvím, slávou a politickou mocí. Stát, náboženství a všechny svazky společenské, které člověka příliš poutají, jim byly lhostejné. Nicméně rozkoš lze podle některých kyrénaiků získat i z altruistického jednání. Kyrénská škola zanikla během jednoho století a byla nahrazena mnohem propracovanější filosofií epikúrejskou.

## Historie školy
Historie kyrénské školy začíná s Aristippem z Kyrény, který se narodil kolem roku 435 před naším letopočtem. V mládí přišel do Athén a stal se žákem Sókrata. Po Sókratově smrti roku 399 př. n. l. je jen málo informací o Aristippově činnosti a učení; existují náznaky, že žil nějaký čas na dvoře krále Dionýsia v Syrakusách. Není přesně známo, které části učení kyrénské školy formuloval Aristippos. Díogenés Laertios uvádí dlouhý seznam knih, které byly údajně napsány Aristippem, ale zmiňuje též názor Sosikráta z Rhodu, podle kterého Aristippos nenapsal nic. Mezi Aristrippovy žáky patřila i jeho dcera Aréte. Ta poté učení přenesla na svého syna Aristippa Mladšího, který podle Aristokla z Messiny učení svého děda přeměnil v propracovanou filosofii. Nicméně základy kyrénského učení byly položeny Aristippem z Kyrény.
Po smrti Aristrippa Mladšího se škola rozpadla na několik frakcí, reprezentovaných Annikerem, Hegesiem a Theódorem z Kyrény, kteří rozvinuli vzájemně konkurenční výklady kyrénské filosofie; mnohé z nich byly reakcí na nový systém hédonistické filosofie založený Epikúrem.
Theodóros z Kyrény (cca 340 – 270 př. n. l.) nepovažoval za cíl lidského snažení jednotlivou libost, nýbrž celkovou veselou, radostnou náladu (chará), trvalou radost ze života. Ta je podmíněna správnými názory. Byl nazýván neznabohem (atheos), poněvadž ve svém spise „O bozích", jenž se nedochoval, popíral nejen existenci mytických bohů a zlehčoval jejich kult, nýbrž zamítal pojem božství vůbec. Byl mravním relativistou; mravnost závisí na situaci, neboť činy považované obecně za nemravné mohou se za určitých okolností jevit mravnými, např. krádež, cizoložství apod. Tyto činy jsou zavrženíhodné jen podle konvence, nikoliv podle přírody.
Annikeris (cca 330 – 270 př. n. l.) představoval opozici ke směru Theodórovu. Usiloval o kompromis mezi etikou slasti a etikou tradiční. „Úsilí o dosažení slasti má být podřízeno vyšším principům: zájmům vlasti, úctě k rodičům, věrnosti, prospěchu přátel atd. Síla individuálního rozumu není tak velká, aby převyšovala mínění většiny lidí; proto je třeba zachovávat dobré, všeobecně platné zvyklosti."
Směrem k pesimismu obrátil hédonismus kyrenaiků Hegesias z Kyrény (cca 330 – 270 př. n. l.), který ve svém spisu Apokarterón [Kdo umírá hladem] a v přednáškách přemlouval lidi k sebevraždě, poněvadž jediný cíl života, blaženost, končí neuspokojením, trvalá slast je nemožná, štěstí je nedosažitelné. Utrpení těla i duše je v životě nevyhnutelné, proto není třeba za všech okolností na životě lpět. Doporučoval dobrovolný odchod ze života, proto byl nazýván Peisithanatos (přemlouvající k smrti). Po jeho přednáškách prý docházelo k seberaždám, proto byly v Alexandrii zakázány.
Ke kyrénské škole bývá počítán i Euhémeros (cca 340 – 260 př. n. l.), který podal racionalistický výklad o původu náboženství.
V polovině 3. století před naším letopočtem již kyrénská škola zaostávala a byla překonána mnohem propracovanějším systémem epikúrejským.